# Хіясі-тюка
Хіясі-тюка (яп. 冷やし中華 хіясі тю:ка, досл. «холодне китайське») — японський салат, що складається з холодної локшини рамен з огірками, шинкою, омлетом та помідорами, зазвичай вживається влітку. Так само його називають реймен (яп. 冷麺, досл. «Холодна локшина») в Кінкі і хіясі-рамен (яп. 冷やしラーメン, досл. «Холодний рамен») на Хоккайдо.

## Приготування
Основу страви становить відварена і охолоджена локшина рамен, до якої додають нарізані тонкими смужками огірок, шинку, тамагоякі (японський омлет), а також скибочки свіжих помідорів. Також в якості компонентів салату популярні відварні креветки, курка або яловичина, крабові палички, зустрічаються морква та імбир. Креветки як правило кладуть цілими, а решту інгредієнтів нарізають тонкою соломкою. Заправляють салат соусом таре на основі підсолодженого соєвого соусу, який розбавляють водою, рисовим оцтом і кунжутовою олією. Подають посипаною насінням білого кунжуту з японською гірчицею карасі.